# Landschaftsschutzgebiet Berger Wennetal
Das Landschaftsschutzgebiet Berger Wennetal mit einer Flächengröße 21,98 ha liegt bei Berge im Stadtgebiet von Meschede im Hochsauerlandkreis. Bei der Neuaufstellung des Landschaftsplanes Meschede wurde das Gebiet durch den Kreistag des Hochsauerlandkreises als Landschaftsschutzgebiet (LSG) ausgewiesen. Das Gebiet war von 1994 bis 2020 Teil vom Landschaftsschutzgebiet Ruhrtal und Wennetal bei Wennemen.
Das Landschaftsschutzgebiet (kurz LSG) ist eines von 67 Landschaftsschutzgebieten in der Stadt Meschede. Dort gibt es ein Landschaftsschutzgebiet vom Typ A, 34 Landschaftsschutzgebiete vom Typ B und 32 Landschaftsschutzgebiete vom Typ C. Dieses Landschaftsschutzgebiet wurde 2020 als LSG vom Typ C, Wiesentäler und bedeutsames Extensivgrünland, ausgewiesen und gehört zum Naturpark Sauerland-Rothaargebirge. Es reicht teilweise bis an den bebauten Siedlungsbereich.

## Beschreibung
Im LSG die Wenne mit Grünland in der Flussaue. Das LSG grenzt außer an die Siedlungsraum direkt an das Landschaftsschutzgebiet Meschede an. Östlich liegt direkt der Radweg auf der ehemaligen Bahntrasse und westlich teils die Landstraße. Die Wenne im LSG steht unter dem gesetzlichen Biotopschutz nach § 30 BNatSchG. Der südliche Teil des LSG ist seit 2004 Teil vom FFH-Gebiet Wenne (DE 4715-301).
Zum Hintergrund des LSG führt der Landschaftsplan auf: „Wichtiges Anliegen im Schutzgebiet muss es sein, weitere Baumaßnahmen in der Aue zu vermeiden.“

## Schutzzweck
Zum Schutzzweck der LSG vom Typ C Wiesentäler und bedeutsames Extensivgrünland im Landschaftsplangebiet Meschede führt der Landschaftsplan auf: „Entwicklung, Erhaltung und Ergänzung eines Grünlandbiotop-Verbundsystems in den Talauen, das Tieren und Pflanzen Wanderungs- und Ausbreitungsmöglichkeiten schafft und damit der Erhaltung der Leistungsfähigkeit des Naturhaushalts dient; Sicherung der gliedernden und belebenden Wirkung offener Grünland-Lebensräume im Landschaftsbild des waldreichen Plangebietes (insbes. südlich der Ruhrachse); Erhaltung der Nutzungsfähigkeit der Naturgüter durch den Schutz fruchtbarer Talböden vor Erosion; Schutz von Feucht- und Magergrünlandstandorten, die zumindest eine potenzielle Bedeutung für den Biotop- und Artenschutz haben; Umsetzung der Entwicklungsziele 1.1, 1.4 und tlw. 1.5 zur Erhaltung und Verbesserung des landschaftsökologischen und -ästhetischen Wertes der einbezogenen Freiflächen; entsprechend dem Schutzzweck unter 2.3.1 auch Ergänzung von strenger geschützten Teilen dieses Naturraums durch den Schutz ihrer Umgebung vor Eingriffen, die den herausragenden Wert dieser Naturschutzgebiete und Schutzobjekte mindern könnten (Pufferzonenfunktion).“ Ein zusätzlicher Schutzzweck dieser Schutzfestsetzung ist die rechtlichen Umsetzung der FFH-Gebietsmeldung.
Laut Landschaftsplan handelt es sich bei den „Grünland-LSG“ um Gebiete, die neben den NSG zu den landschaftlich wertvollsten Teilen des Plangebietes gehören. Zum einen handelt es sich um Talauen und Unterhänge von Kerbtälern, die dem Biotopverbund der Fließgewässersysteme dienen und das Standortpotenzial für – meist feuchtigkeitsgeprägte – artenreiche Grünlandgesellschaften aufweisen. Zum anderen werden mit dieser Festsetzung einige magere Grünlandstandorte erfasst, die ebenfalls ein erhöhtes Arten- und Biotopschutzpotenzial aufweisen und als strukturreiche kleine Kulturlandschaftsausschnitte die umgebende, geringer strukturierte Landschaft bereichern. Insbesondere  Fließgewässerabschnitte fallen häufig, wie bei diesem LSG, unter dem gesetzlichen Biotopschutz nach § 30 BNatSchG. Im LSG gilt ein Verbot einer dauerhaften Grünlandumwandlung in andere Nutzungsarten. Eine Erstaufforstung und eine Anlage von Weihnachtsbaumkulturen ist verboten.